# ملعب جامعة الملك سعود
ملعب جامعة الملك سعود أو الأول بارك لأسباب الرعاية، هو ملعب افتُتِح في 7 مايو 2015 الموافق 18 رجب 1436 هـ من قبل جامعة الملك سعود. عُرف سابقًا باسم مرسول بارك. أُنشِئَ الملعب لاستضافة الأنشطة الرياضية الخاصة بالجامعة، وفي تاريخ 19 محرم 1439 هـ الموافق 9 أكتوبر 2017 توصلت شركة صلة بالإتفاق مع جامعة الملك سعود لاستضافة مباريات نادي الهلال السعودي ضمن مسابقة الدوري السعودي الممتاز بالإضافة إلى مسابقة دوري أبطال آسيا. في نفس العام احتضن الملعب أيضا حدث دبليو دبليو إي كراون جول في شهر نوفمبر من عام 2018. في أكبر حدث رياضي يشهده الملعب بالإضافة إلى مباراة نهائي دوري أبطال آسيا 2019 التي أقيمت بين الهلال وأوراوا.
في 2020 طرحت الجامعة الاستاد لمناقصة عامة، وفازت شركة الوسائل السعودية بالملعب لمدة عشر سنوات حيث ينتهي عقدها في 2030. وفي 26 أكتوبر 2020، وقعت شركة الوسائل السعودية عقدًا مع نادي النصر ليكون الاستاد مقرًا رسميًّا لاستضافة مباريات الفريق الأول لكرة القدم بالنادي.

## المشروع
صمم الاستاد ونفذ وفق أحدث المعايير الدولية، وهو محاكي للعديد من ملاعب كرة القدم العالمية، فهو أول ملعب في العاصمة الرياض ينشأ بدون مضمار. الملعب يتسع لحوالي 25 ألف متفرج، وقد خصصت له 34 بوابة للجماهير، وخمس غرف بث تليفزيوني وإذاعي، إضافة إلى مقاعد ومصاعد خاصة لذوي الاحتياجات الخاصة، وقاعة خاصة بالمؤتمرات الصحفية، وبلغت تكلف المشروع 215 مليون ريال سعودي. الاستاد يحتوي على مكاتب إدارية لإدارة الاستاد، ومعسكر رياضي للمنتخبات وخدمات الضيافة للزوار والمرتادين، ويوفر الاستاد أماكن الجلوس العامة والخاصة، بالإضافة لمنافذ البيع المتعددة لتذاكر الدخول.

## إحصائيات الاستاد
- يتسع الاستاد لنحو 25 ألف متفرج.
- تحتوي الدرجتين الثانية والثالثة على حوالي 22,000 مقعد.
- تحتوي الدرجة الأولى على 2,000 مقعد.
- خصص 88 مقعداً لكبار الشخصيات.
- خصصت 3 مقاعد للمقصورة الملكية.
- خصص 42 مقعداً للإعلاميين.
- خصص 76 مقعداً لذوي الاحتياجات الخاصة.
- يحتوي الاستاد على 34 بوابة للجماهير ولبيع التذاكر.
- يحتوي الاستاد على 5 غرف بث تلفزيوني وإذاعي.
- يحتوي الاستاد على قاعة خاصة بالمؤتمرات الصحفية.[11]

## نادي الهلال
في أكتوبر 2017، اتفق نادي الهلال مع جامعة الملك سعود لاستثمار ملعب الجامعة الرياضي لاستضافة مباريات الفريق في كافة المسابقات، وقالت إدارة الهلال إن شريكها الإستراتيجي شركة صلة الرياضية المسوق الحصري للنادي توصل إلى اتفاق مع جامعة الملك سعود لاحتضان مباريات الهلال في كافة المسابقات ليكون الملعب هو ملعب نادي الهلال الرسمي، كأول نادي سعودي يملك هذا الحق.
أقيمت أول مباراة في الملعب بين الهلال والعين الإماراتي ضمن دور المجموعات من دوري ابطال آسيا في 13 فبراير 2018م وانتهت بالتعادل 0-0، وكان أول هدف أحرز في الملعب للاعب غيلمين ريفاس في مرمى نادي الفيصلي ضمن منافسات الدوري السعودي للمحترفين.

## اسم الملعب
- في 17 نوفمبر 2020 قررت شركة الوسائل السعودية الشركة تغيير مسمى ملعب جامعة الملك سعود إلى (مرسول بارك).
- في أبريل 2023 اتفقت شركة الوسائل السعودية مع البنك الأول ساب، على تغيير اسم ملعب جامعة الملك سعود إلى (الأول بارك).[13][14]